# Wereldkinderen
Wereldkinderen is een Nederlandse stichting (tot 2019 vereniging) die zich inzet als kinderwelzijnsorganisatie voor buitenlandse kinderen zonder thuis. Zij doet dat door middel van projecthulp en interlandelijke adoptie. Bij alle activiteiten van Wereldkinderen staat het belang van het kind centraal.

## De vereniging
De Vereniging Wereldkinderen is opgericht op 15 mei 1971 als reactie op de erbarmelijke omstandigheden van kinderen in Vietnam en Biafra. Op aandringen van Marcel van Dam kwam er medewerking van het Ministerie van Justitie om interlandelijke adoptie mogelijk te maken. In 1975 ging de bemiddelingsafdeling van Wereldkinderen op in het Bureau Interlandelijke Adoptie, dat in de eerste jaren flinke subsidies ontving. De projecthulp bleef bij Wereldkinderen dat zich helemaal richtte op sponsoring. Een aantal kritische ontwikkelingslanden, waaronder India, stelde begin jaren tachtig de eis dat adoptieorganisaties ook bijdroegen aan capaciteitsopbouw. Daarom fuseerden in 1983 het BIA en de Nederlandse Vereniging voor Pleegouders (NVP) met Wereldkinderen. De nieuwe organisatie ging verder onder de naam Wereldkinderen. Sinds de fusie is het aandeel dat Wereldkinderen besteedt aan projecthulp gestegen van ongeveer 20% naar 40%. De overige 60% wordt besteed aan interlandelijke adoptie. De vereniging is gevestigd in Den Haag en heeft 7150 leden en 5464 sponsors (2007). Er werkten in 2013 circa vijftien betaalde krachten. In het buitenland werkt Wereldkinderen samen met tien contactpersonen. Verder zijn er in Nederland 360 vrijwilligers actief voor de vereniging. Wereldkinderen heeft het CBF-Keur, een keurmerk van het Centraal Bureau Fondsenwerving.

## Projecthulp
De projecthulp van Wereldkinderen is een structurele vorm van hulp aan kinderen zonder thuis. In totaal steunt Wereldkinderen zo'n 25 projecten in zeventien verschillende landen. Deze projecten omvatten onder andere straatkinderenopvang, pleegzorg en andere vormen van gezinsvervangende situaties, opvang van gehandicapte kinderen en AIDS-wezen, en scholingsprojecten voor kinderen en ouders. In februari 2007 heeft de toenmalige directeur Ina Hut aangekondigd dat projecthulp belangrijker zou gaan worden voor de vereniging en adoptie minder belangrijk. Prioriteit werd gegeven aan projecten op het gebied van:
1. Preventie van familiedesintegratie;
2. Re-integratie van kinderen met de biologische familie;
3. Zorg voor een vervangend thuis in eigen land; en
4. Zorg voor een vervangend thuis in het buitenland.

## Adoptie
Wereldkinderen is op het gebied van adoptiebemiddeling de oudste organisatie in Nederland. Zij is een van de vier vergunninghouders: organisaties die toestemming hebben van het Ministerie van Justitie om te bemiddelen bij interlandelijke adoptie. Wereldkinderen werkt met professionele medewerkers die - samen met vrijwilligers - (aspirant) adoptieouders bijstaan door voorlichting, voorzorg, nazorg en assistentie bij adoptieprocedures. Sinds 1975 komen kinderen door bemiddeling van Wereldkinderen voor adoptie naar Nederland.

## Internationale inbedding
In mei 2012 hield het African Child Policy Forum (ACPF) haar vijfde Internationale Beleidsconferentie over interlandelijke adoptie. Wereldkinderen heeft, als Nederlandse kinderwelzijnsorganisatie en vergunninghouder inzake interlandelijke adoptie, actief bij gedragen aan de Guidelines for Action for Intercountry Adoption in Africa die tijdens die conferentie in een conceptversie werden gepresenteerd. De guidlines werden overgenomen door het Afrikaans comité van deskundigen op het gebied van kinderbescherming, kinderwelzijn en rechten (ACERWC) en voorgelegd aan de Afrikaanse Unie. In november 2012 heeft de Unie de richtlijnen goedgekeurd.
De bepalingen liggen geheel in het verlengde van de Richtlijnen voor alternatieve zorg, die in 2009 zijn verwelkomd door de Verenigde Naties, de Haagse Conventie voor Interlandelijke Adoptie geratificeerd in 1993 en het Internationaal Verdrag inzake de Rechten van het Kind uit 1989 omtrent de bescherming van kinderen wier biologische ouders geen adequate zorg kunnen bieden. In alle genoemde verdragen staan de rechten en belangen van het kind voorop. Een kind mag alleen geadopteerd worden door buitenlandse ouders indien het niet bij zijn/haar biologische familie kan opgroeien of wanneer er geen adoptie - of stabiel pleeggezin in eigen land kan worden gevonden.